# Synagoge (Wissembourg)

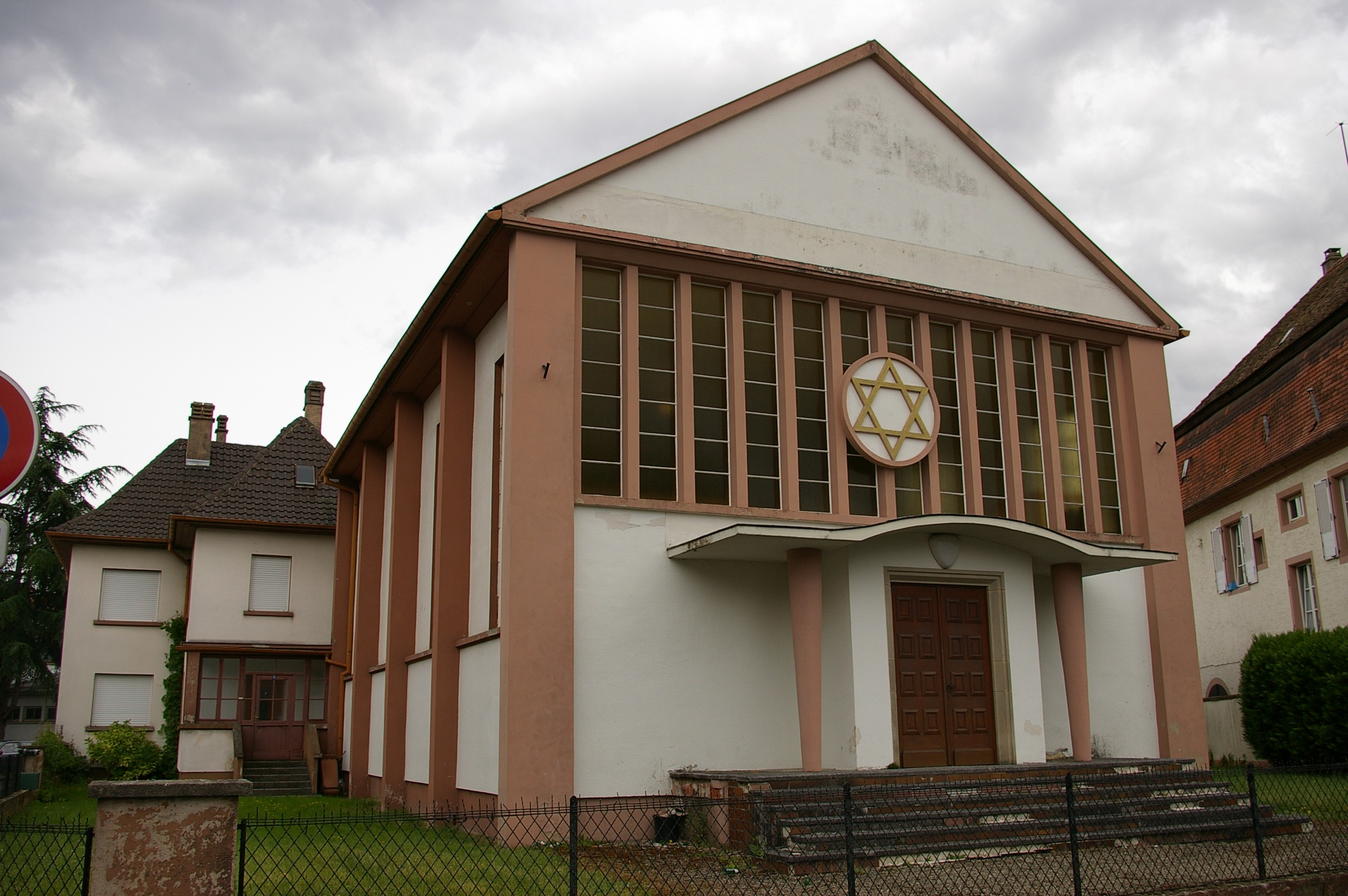
Synagoge von Weißenburg, 2007

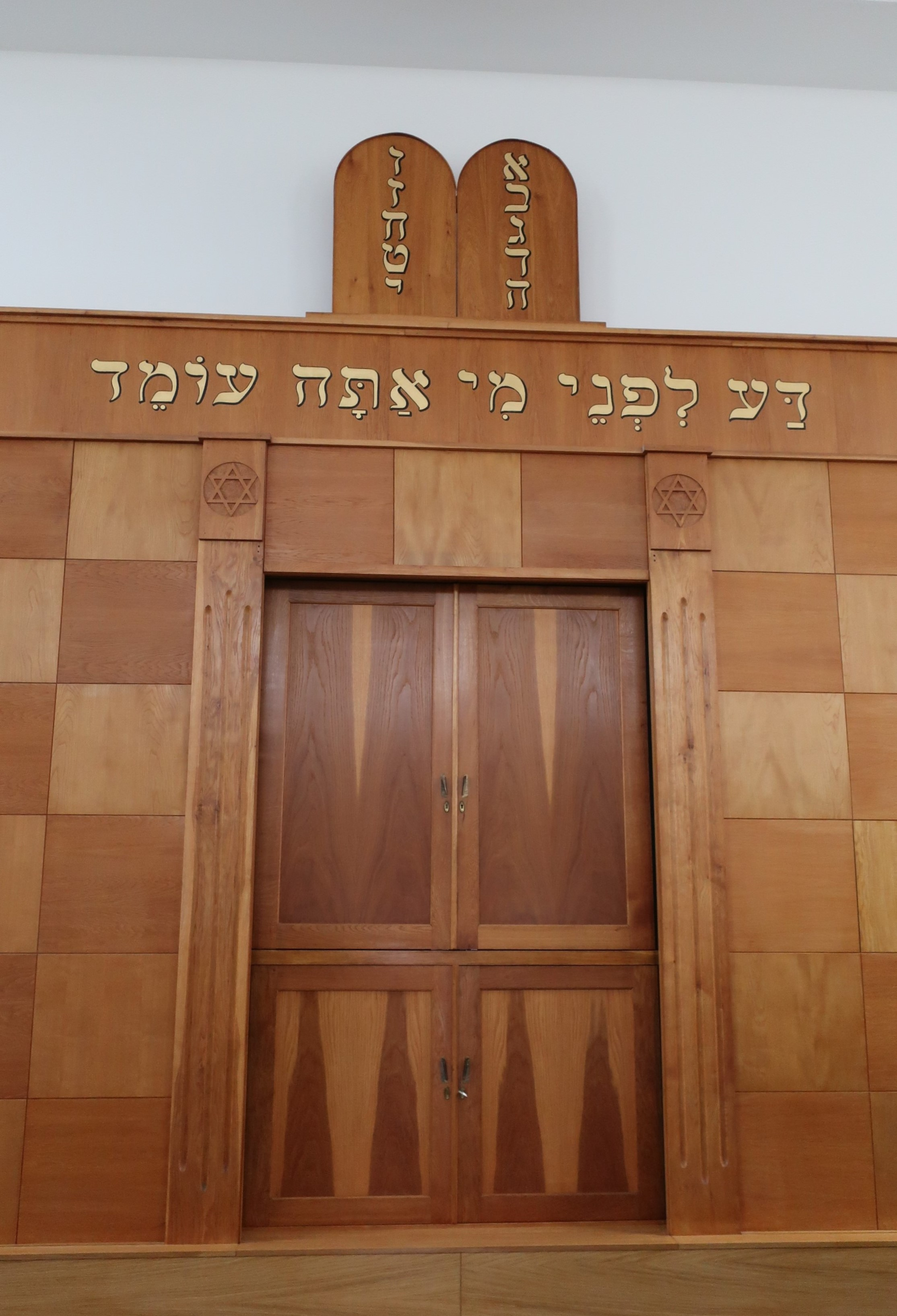
Toraschrein

Die Synagoge von Weißenburg, einer französischen Stadt im Département Bas-Rhin in der Europäischen Gebietskörperschaft Elsass, wurde 1960 erbaut. Die Synagoge befindet sich am Place des Carmes gegenüber der Rue des Charpentiers.

## Geschichte
Die jüdische Gemeinde Weißenburg errichtete seit dem 19. Jahrhundert nacheinander drei Synagogen. Die erste wurde 1805 erbaut und bald wurde sie durch den schnellen Anstieg der Zahl der Gemeindemitglieder zu klein. 1869 bis 1872 wurde eine größere Synagoge errichtet. Diese wurde während des Zweiten Weltkriegs zerstört und 1960 wurde an gleicher Stelle eine neue Synagoge erbaut.
Da die wenigen jüdischen Bewohner von Weißenburg die Synagoge nicht mehr erhalten konnten, wurde der Stadt Weißenburg das Gebäude zum Kauf angeboten. Der Stadtrat von Weißenburg beschloss den Kauf in seiner Sitzung vom 3. Juli 2009. 2018/2019 wurde die Synagoge renoviert und um einen modernen Anbau erweitert und beherbergt jetzt das Stadtarchiv. Der Andachtsraum mit dem Toraschrein blieb erhalten und dient als Arbeitsraum für Mitarbeiter und Besucher.